# FIM-92 Stinger
«Стингер» (англ. Stinger — «жало», общевойсковой индекс FIM-92) — американский переносной зенитно-ракетный комплекс (ПЗРК), предназначенный для поражения низколетящих воздушных целей (самолётов, вертолётов, БПЛА), кроме того обеспечивает возможность обстрела небронированных наземных или надводных целей.
FIM-92 разработан американской корпорацией «General Dynamics». Принят на вооружение в 1981 году. Один из наиболее распространённых ПЗРК, состоящий на вооружении 30 государств. Количество произведённых ракет «Стингер» всех моделей превысило 700 тыс. штук.

## Техническое описание
Низовое зенитно-ракетное подразделение (секция) по штату состоит из двух военнослужащих: стрелка и командира, который выступает целеуказателем для стрелка, сообщая о появлении целей в наблюдаемом секторе воздушного пространства, их курсе, направлении и скорости полёта, одновременно поддерживая связь с соседними подразделениями и вышестоящим командиром части, к которой они прикомандированы и в интересах которой действуют. При этом для нормальной эксплуатации комплекса достаточно одного человека. FIM-92B может производить обстрел летательных аппаратов, летящих на высоте от 180 до 3800 метров, зона поражения комплекса составляет до 4500 метров. Помимо переносного пускового устройства, ракета может быть также выпущена из контейнерной пусковой установки самоходных ЗРК «Авенджер» и «Лайнбекер».
На основе зенитной ракеты впоследствии были созданы УРВВ и УРВП, на базе комплекса в целом были разработаны боевые модули для размещения на самоходных носителях и кораблях.

### Назначение «земля-земля»
Альтернативные варианты боевого применения комплекса «Стингер» включают в себя возможность обстрела наземных и надводных целей, то есть оружие по всем своим критериям соответствует определению ракет класса «земля — земля». Комплекс может ограничено применяться по наземным и надводным целям, что было наглядно продемонстрировано в ходе совместных испытаний проводившихся КМП и Армией летом 2003 года на полигоне Макгрегор базы Форт-Блисс, штат Техас. Ракетами «Стингер» были подбиты:
- грузовик с фургоном[англ.];
- средний армейский грузовик типа пикап M880[англ.];
- плавающий гусеничный бронетранспортёр типа «амтрак»;
- быстроходная моторная лодка

На основании этого «Стингерами» предлагалось вооружать наряды американских военнослужащих на блок-постах для защиты от шахид-мобилей (вместо противотанковых ракет «Джавелин», которые стоят на порядок дороже, но до воплощения этих предложений дело не дошло).

## История создания
Эксплуатация первых переносных зенитных ракетных комплексов «Редай» (FIM-43) выявила ряд конструктивных недоработок, в особенности: практически полную неэффективность огня по воздушным целям, летящим на встречных курсах, сравнительно невысокую эффективность применения в условиях сложной фоновой обстановки и ряд других свойств, ограничивавших боевые возможности подразделений, оснащённых указанным средством противовоздушной обороны.
| |
| |
| |
| «Редай» последней модели (вверху), «Редай-2» (посередине) и «Стингер» первой, полностью одноразовой модели (внизу) в начале 1973 года, разница в длине между первым и последним — 25 см (127 и 152 см соответственно) |

Разрабатываемый ему на смену «Редай-2» (кодовое обозначение PE 64306A, проект D646) должен был вобрать в себя ряд конструктивных новшеств, устраняющих перечисленные недостатки, новый перспективный комплекс, называемый в то время «Мэ́нпэдз» (Man-Portable Air Defense System, сокр. MANPADS), — впоследствии этот акроним стал синонимом любого ПЗРК вообще, — был аналогичен по массо-габаритным характеристикам, но имел новое пусковое устройство, двухспектральную оптическую головку самонаведения с усовершенствованной микроэлектроникой (инфракрасная головка самонаведения «Редай» имела достаточно примитивный приёмник инфракрасного излучения на основе сульфида свинца), более мощный двигатель и ряд других немаловажных отличий от «Редай», при меньшей вероятности промаха, кроме того, ракета в пусковой трубе не нуждалась в регулярном техническом обслуживании и контрольно-проверочной аппаратуре (в отличие от ракеты «Редай», которую требовалось регулярно тестировать при помощи комплекта переносной КПА). Главным отличием «Редай-2» от предшествующей модели и его основным достоинством, была возможность обстрела целей на встречных курсах. Помимо основного заказчика в лице Вооружённых сил США, комплекс разрабатывался с прицелом на оснащение им европейских союзников по НАТО. Но до поступления его на вооружение комплекс ожидал долгий и тернистый путь.
Концептуальная проработка и аванпроект
Работа над новым ПЗРК велась одновременно с работой над самоходными зенитными ракетными комплексами, в рамках создания средств переднего рубежа войсковой ПВО — комплексов малой (ЗРК) и сверхмалой (ПЗРК) дальности что предопределило обоюдное использование применяемых технологий в обоих типах разрабатываемых ракет и систем наведения.
Сначала, в рамках национального этапа многосторонней программы перевооружения НАТО новым переносным ЗРК, с американской стороны курировавшейся армией совместно с Корпусом морской пехоты, «Дженерал дайнемикс» (Помона), в проводившемся с осени 1969 по весну 1970 года конкурсе концептуального дизайна перспективного ПЗРК (по сути своей, конкурс был ограничен проведением научно-исследовательских работ по обоснованию предлагаемого варианта и представлением функциональных макетов с наглядной «начинкой» внутреннего устройства и функционирования будущих опытных прототипов), удалось превзойти двух конкурентов с альтернативными аванпроектами, — «Хьюз эйркрафт» (Калвер-Сити) и «Филко-Форд» (Ньюпорт-Бич), — в варианте, предложенном «Хьюз», за основу была взята ИК ГСН авиационной ракеты «Фэлкон», адаптированная к применению с земли, «Филко» предложила миниатюрный вариант зенитной ракеты «Чапарел». После чего, в 1971 году состоялся отбор вариантов усовершенствованной головки самонаведения для перспективной ракеты, на что из бюджета было израсходовано дополнительно $6,7 млн, — «Дженерал дайнемикс» удалось победить в конкурсе, куда помимо образца «Дженерал дайнемикс» были предложены ГСН двух других конкурентов, компаний «Хьюз» и «Рэйтеон». Разработку маршевого двигателя для ракеты в конкурентной борьбе с «Аэроджет» застолбила за собой корпорация «Атлантик рисёрч» — бессменный партнёр «Дженерал дайнемикс».
Опытно-конструкторские работы
28 июня 1972 года Управление ракетных войск армии США заключило с «Дженерал дайнемикс» контракт на сумму $47,7 млн на разработку нового комплекса, который получил словесное название «Стингер». В ходе слушаний в Комитете Палаты представителей по вооружённым силам в сентябре 1972 года присутствовавшие на заседаниях от Департамента армии США представители армейского генералитета настаивали на заключении контракта с «Дженерал дайнемикс» в роли безальтернативного генерального подрядчика, поскольку именно «Дженерал дайнемикс» являлась разработчиком и эксклюзивным поставщиком «Редай» исходных моделей, конгрессмены и председательствующий возразили армейским чинам и потребовали от них проведения повторного отбора на конкурсной основе с равными возможностями для участников, попутно урезав в шесть раз финансирование проекта (с запрашиваемых армией $18 до $3 млн, несмотря на то, что Сенат США до этого распорядился удовлетворить армейский запрос в полном объёме). В этой связи был объявлен конкурс на создание подходящей замены «Редай» в войсках. В начале ноября 1972 года Управление ракетных войск объявило о приёме заявок с конструкторскими предложениями альтернативных вариантов ПЗРК и систем наведения ЗУР с ИК ГСН.
Конкурсный отбор

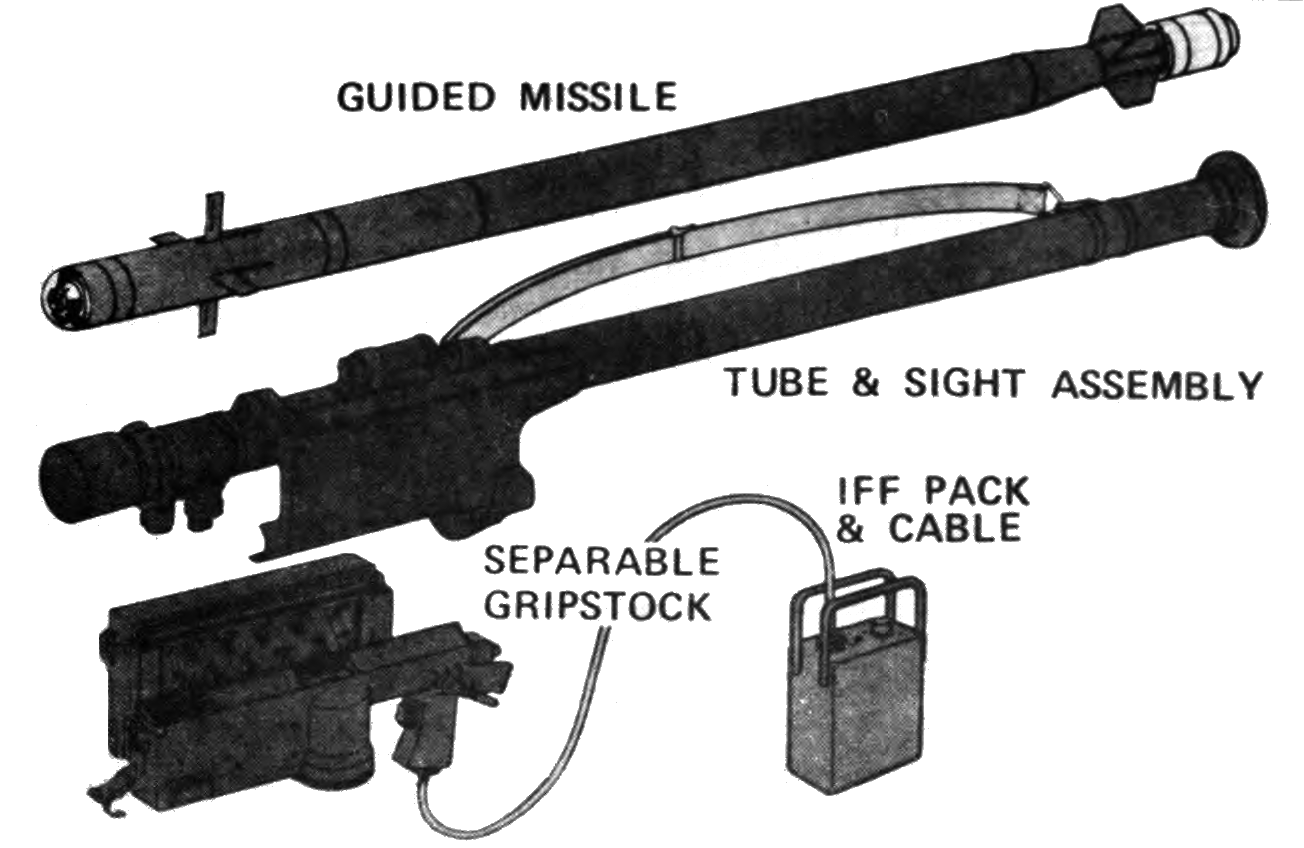
«Стингер» в 1975 году: ракета (вверху), пусковая труба и съёмный пусковой механизм (внизу) с подключаемым к нему запросчиком (справа)

Свои наработки на рассмотрение жюри конкурса представили американские и зарубежные производители ракетного вооружения. Тактико-техническое задание предусматривало создание ПЗРК с пристыковываемым или встроенным запросчиком системы радиолокационного распознавания, в качестве систем наведения допускалось полуактивное лазерное наведение (значительно более высокая помехоустойчивость) и инфракрасное самонаведение (значительно большая эффективность в условиях ухудшенной или нулевой видимости, в тёмное время суток). Если в отношении ПЗРК в целом и ЗУР к нему допускалась вариативность и рассмотрение различных предложений, то разработка запросчика для «Стингера» осуществлялась на бесконкурсной основе компанией «Теледайн электроникс» (Ньюбери-Парк). Запросчик был сопрягаем с уже имеющимися авиационными ответчиками и позволял быстро идентифицировать принадлежность приближающейся воздушной цели (наличие запросчика было особенно важным для американских войск в Европе ввиду близости сил противника, малого подлётного времени и интенсивности воздушного движения). Помимо безусловного фаворита — «Дженерал дайнемикс», — с американской стороны с различными оригинальными проектами ПЗРК участвовали ведущие корпорации-производители тактического ракетного оружия «Мартин-Мариэтта», «Макдоннел-Дуглас», «Нортроп» и «Филко-Форд» (все указанные конкурсанты имели в своём арсенале наработки по образцам ракетного вооружения с радиокомандной, лазерной и инфракрасной системами наведения). От стран-партнёров в конкурсе принимали участие североирландская компания «Шортс», шведская фирма «Бофорс» и ряд других конкурсантов. В финал вышли образцы «Дженерал дайнемикс» и «Филко-Форд».
Этап доводочных испытаний
По итогам отборочного тура и последовавших за ним испытаний предпочтение было отдано образцу «Дженерал дайнемикс» (хотя альтернативный образец «Филко-Форд» дорабатывался ещё несколько лет параллельно со «Стингером» на случай, если бы новое руководство Департамента армии отказалось от идеи закупки ракет с инфракрасным самонаведением). В середине апреля 1973 года для прессы был продемонстрирован опытный прототип пусковой трубы с ракетой, длиной 183 см, массой 9,5 кг и диаметром 70 мм. Продемонстрированный прессе «Стингер» в отличие от «Редай» имел РДТТ с двумя ступенями тяги и был укомплектован запросчиком. В начале 1974 года руководство Департамента армии США запросило Конгресс о выделении $33,7 млн «Дженерал дайнемикс» для продолжения программы работ по доводке и усовершенствованию комплекса.
| Перечень пусков по программе лётных испытаний «Стингер-ПОСТ» на полигоне Уайт-Сэндз (сентябрь 1981 — ноябрь 1982) | Перечень пусков по программе лётных испытаний «Стингер-ПОСТ» на полигоне Уайт-Сэндз (сентябрь 1981 — ноябрь 1982)  | Перечень пусков по программе лётных испытаний «Стингер-ПОСТ» на полигоне Уайт-Сэндз (сентябрь 1981 — ноябрь 1982) | Перечень пусков по программе лётных испытаний «Стингер-ПОСТ» на полигоне Уайт-Сэндз (сентябрь 1981 — ноябрь 1982)                                                                                | Перечень пусков по программе лётных испытаний «Стингер-ПОСТ» на полигоне Уайт-Сэндз (сентябрь 1981 — ноябрь 1982) |
| № п. п. | Огневая задача | Результат | Описание | Доработка |
| --- | --- | --- | --- | --- |
| GTV-1 | проверка точности наведения                                                                                        | прямое попадание                                                                                                  | потеря цели следящим координатором на разгонном участке траектории, случайное попадание в цель по инерции благодаря высокой скорости полёта и нормальной работе гироскопической стабилизации     | угол выступающей линзы приёмника излучения увеличен с 2 до 3 миллирадиан                                          |
| GTV-2 | проверка работы адаптивной системы наведения (TAG) по полноразмерной цели                                          | условное попадание                                                                                                | запоздалое срабатывание адаптивной системы наведения, ракета пролетела на пределе допустимого отклонения от цели, в полуметре от граничного параметра                                            | перекалибровка системы                                                                                            |
| GTV-3 | проверка работы адаптивной системы наведения на выхлоп форсажного двигателя                                        | прямое попадание                                                                                                  | запоздалое срабатывание адаптивной системы наведения, случайное попадание в цель по инерции | перекалибровка системы                                                                                            |
| GTV-4 | проверка работы дискретно-логического аппарата системы наведения при стрельбе по маневрирующей цели                | аварийный | выбрасывающий двигатель отработал в штатном режиме, но не сработал воспламенитель маршевого двигателя, поскольку не прогорел насквозь инертный разделитель, ракета упала вблизи от места запуска | снижение толщины инертного разделителя                                                                            |
| GTV-5 | проверка работы адаптивной системы наведения по полноразмерной маневрирующей цели                                  | промах | преждевременное срабатывание адаптивной системы наведения на вторичное ИК-излучение, ракета пролетела слишком далеко от цели                                                                     | внесены изменения в методику расчёта адаптивной системой инфракрасного следа истинной цели                        |
| GTV-6 | проверка работы адаптивной системы наведения и дискретно-логического аппарата по полноразмерной маневрирующей цели | аварийный | ракета врезалась в землю через 1,95 сек после раскрытия рулевых поверхностей в результате дрейфа гироскопа по земному циклу из-за испытанной перегрузки                                          | усилены требования по качеству используемых гироскопов                                                            |
| GTV-7 | проверка работы адаптивной системы наведения в условиях инфракрасных помех                                         | прямое попадание                                                                                                  | ракета продемонстрировала частоту оборотов вокруг своей оси ниже предельно допустимого коэффициента, случайное попадание в цель по инерции                                                       | |

Серийное производство
Серийное производство базовой модели (Basic Stinger) стартовало в 1978 году, армейский закупочный план предусматривал закупку 46 206 ракет базовой и усовершенствованной моделей в период с 1979 по 1990 гг. с доведением среднегодового показателя производства с 3 до 10 тыс. ракет в год (плюс ещё около 10 тыс. для соединений Национальной гвардии в континентальных штатах, заказ морской пехоты составлял 5106 ракет в период с 1983 по 1987 гг.).
Первые 260 шт. зенитно-ракетных комплексов были изготовлены к середине 1979 года, после этого компания-производитель получила заказ на производство партии из 2250 шт. ПЗРК для армии США (общей стоимостью 105 млн долларов). В 1977 году для снижения уязвимости ракеты для тепловых ловушек и других помех и повышения вероятности поражения высокоскоростных маневрирующих целей началась разработка ракеты с усовершенствованной помехоустойчивой ГСН («Стингер-ПОСТ»). С февраля 1981 года «Стингеры» базовой модели начали поступать на вооружение сухопутных войск США в Европе на замену «Редай». В 1983 году в ограниченное производство поступила модель «Стингер-ПОСТ». На момент запуска «Стингер-ПОСТ» в мелкосерийное производство ракета ещё не была в должной степени доведена до нормальной безаварийной эксплуатации, все 100 % отстрелянных во время испытаний ракет (даже попавшие точно в цель) продемонстрировали неполадки технического характера различной степени сложности, для устранения неполадок конструкторами были внесены изменения в программное обеспечение ракеты, а также изменены габариты приёмника излучения. Весной 1983 года Департамент армии распорядился закупить 44 ракеты «Стингер-ПОСТ» для дальнейших доводочных испытаний (в 1982 году руководство департамента рассматривало возможность приобретения 200 ракет «Стингер-ПОСТ» от альтернативного поставщика, но Конгресс не позволил этого сделать до устранения замечаний). С 1984 года производство базовой модели было прекращено (к тому времени уже было выпущено 12 628 ракет базовой модели), заводы-производители были переориентированы полностью под выпуск ракет «Стингер-ПОСТ», серийный заказ на которые поступил в 1985 году (2360 ракет) и по нарастающей до начала производства следующей модификации. С февраля 1987 года в войска начали поступать первые серийные образцы «Стингер-ПОСТ». Тогда же, в середине 1980-х годов, началась разработка ракеты с перепрограммируемым микропроцессором («Стингер-РМП»). По состоянию на начало 1984 года минимальный годичный объём производства составлял 1800 ракет (иначе бы был простой оборудования и рабочей силы и нецелесообразность поддержания линии производства), а максимальный — 4800 ракет без привлечения альтернативных поставщиков.
За время от начала разработки до настоящего времени предприятие-разработчик («Конвэр-Помона») претерпело организационные изменения во внутрикорпоративной структуре «Дженерал дайнемикс» (General Dynamics Pomona Division → Electro-Dynamics Division → Valley Systems Division) и передислокацию производства, после чего последовательно сменило нескольких собственников (Hughes Missile Systems → Raytheon Missile Systems). Основное производство было сосредоточено на заводах «Дженерал дайнемикс» в промышленном районе Сан-Франциско, сначала в Помоне, а затем в Ранчо-Кукамонга (перешедших в собственность «Хьюз» в 1992 году, а затем «Рэйтеон» в 1998 году). На этапе пребывания «Хьюз» в качестве генерального подрядчика производство, до того практически полностью сосредоточенное в пределах штата Калифорния, было разнесено в Тусон, штат Аризона, и Фармингтон, штат Нью-Мексико, с сохранением производственных мощностей в Помоне.
Стоимость управляемой ракеты ПЗРК «Стингер» в пусковой трубе колебалась в зависимости от ежегодного объёма заказа и индекса инфляции и составляла не менее $60 тыс., порой превышала $110 тыс. (например, в 2003). Справа представлена сравнительная таблица изменений стоимости зенитных управляемых ракет «Редай» и «Стингер» в разные годы.
Задействованные структуры
В работе над комплексами «Стингер» с модификациями были задействованы следующие коммерческие структуры:
Генеральный подрядчик
- Комплекс в целом — General Dynamics Corp., Pomona Division, Помона, Калифорния → Hughes Aircraft Corp., Тусон, Аризона; Помона, Калифорния; Фармингтон, Нью-Мексико → Raytheon Missile Systems.

Ассоциированные подрядчики
- Ракета — North American Rockwell Corp., Columbus Division, Колумбус, Огайо;
- Ракетный двигатель — Atlantic Research Corp., Гейнсвилл, Виргиния;
- Предохранительно-исполнительный механизм — Magnavox Co., Форт-Уэйн, Индиана;

Субподрядчики
- Оптика — General Motors Corp., AC Spark Plug Division, Хантсвилл, Алабама;
- Электроника — SCI Systems, Inc., Хантсвилл, Алабама; Nichols Research Corp., Хантсвилл, Алабама; United Telecontrol Engineering, Inc., Асбери-Парк, Нью-Джерси.
- Пусковой механизм — Electro Design Manufacturing, Inc., Декатур, Алабама;
- Головка самонаведения — Cincinnati Electronics Corp., Цинциннати, Огайо;
- Приёмник инфракрасного излучения — Bausch & Lomb Optical Co., Military Products Division, Рочестер, Нью-Йорк; Phototronics Corp., Ром, Нью-Йорк; United International Engineering, Inc., Хантсвилл, Алабама;
- Цепь зажигания — Lourdes Industries, Inc.; Хоппог, Нью-Йорк;
- Пусковая труба — Brunswick Corp., Defense Division, Ист-Камден, Арканзас;
- Пусковой тренажёр (имитатор ракеты) — Brunswick Corp., Defense Division, Коста-Меса, Калифорния;
- Электронный тренажёр оператора — Honeywell, Inc., Миннеаполис, Миннесота;
- Источник питания — Eagle-Picher Co., Джоплин, Миссури;
- Оборудование технического обслуживания — Arral Industries, Inc., Онтарио, Калифорния;
- Боевой модуль — General Electric Co., Armament Systems Div., Берлингтон, Вермонт;

## Обучение операторов
Учитывая дороговизну ракет, из десяти курсантов-выпускников школы подготовки специалистов ПВО боевой ракетой стрелял только один, к стрельбам допускались только отличники, образцово сдавшие все зачёты по теоретической части курса. «От такого должен быть настоящий трепет — одним нажатием выпустить на воздух 70 тысяч долларов», — сыронизировал по этому поводу сенатор Уоррен Радман в ходе слушаний о закупках ракет. Боевые ракеты, выстреливавшиеся в ходе контрольных стрельб по воздушным мишеням наиболее квалифицированными из курсантов, также были призваны решить двойную цель: таким образом осуществлялся выборочный контроль качества поставленной от производителя партии ракет. Остальные курсанты проходили подготовку на тренажёре оператора, представляющем собой панорамный экран с подключаемой аппаратурой симуляции зенитного боя и выводом видео воздушной обстановки на полотнище экрана (как в кинотеатре), и отстреливали на полигоне по одному учебному выстрелу с инертной боевой частью без ГСН, для привыкания к реальным эффектам пуска ракеты, шуму и разлёту реактивной струи позади стрелка.

## Варианты и модификации
Зенитные управляемые ракеты

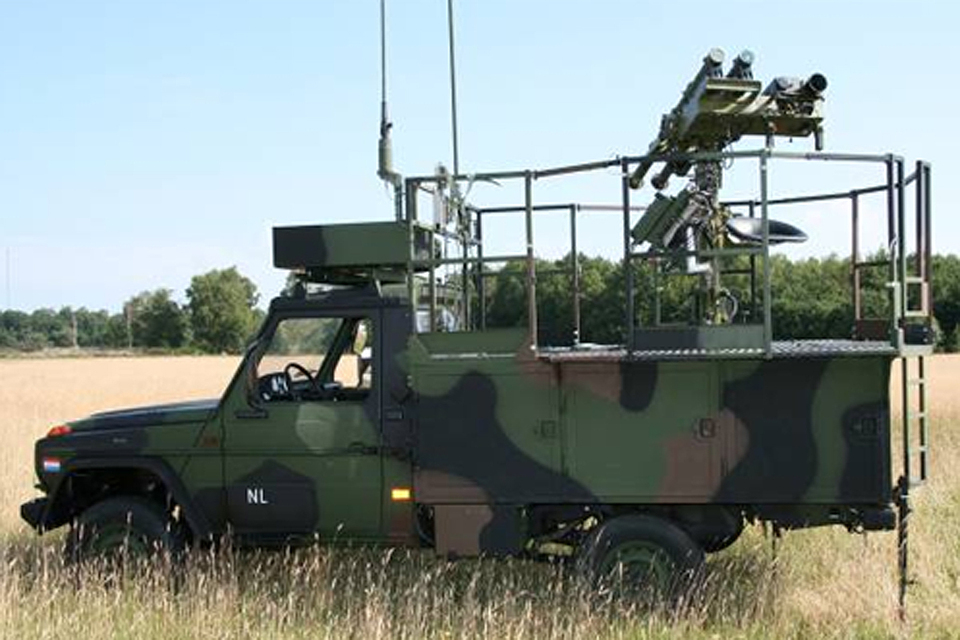
Спаренная установка «Стингер» в кузове армейского грузовика (Нидерланды)

- Stinger Basic — ЗУР базовой модификации с усовершенствованным сервоприводом передних рулевых поверхностей (по сравнению с последней модификацией ЗУР Redeye).[39]
- Stinger-POST (Passive Optical Seeker Technique) — ЗУР с усовершенствованной помехоустойчивой ИК/УФ ГСН, оснащённой спаренным двухдиапазонным приёмником излучения (первый работающий в средней инфракрасной области спектра и второй в ближней ультрафиолетовой области спектра) с более широким углом обзора, более надёжным захватом и сопровождением цели в условиях сложной фоновой обстановки, обеспечивающая возможность обстрела как на встречных, так и на догонных курсах, а также на встречно-пересекающихся курсах при достаточном курсовом параметре. Вместо мозаичной матрицы (reticle seeker) используется розетковидная структура матрицы (rosette scan seeker). Разработанная Hughes ГСН на цифровых интегральных микросхемах, обеспечивающих более качественную обработку входящих данных, в отличие от предыдущих моделей использующих аналоговые схемы. Особенностью является качественно и количественно усовершенствованные маневренные характеристики ракеты на терминальном участке траектории полёта благодаря самонастраивающейся системе наведения (Target Adaptive Guidance circuit) разработанной совместно GM и MRDEC, которая в последние миллисекунды перед срабатыванием предохранительно-исполнительного механизма переориентирует ракету с высокотемпературного «пятна» излучения, продуцируемого двигателями летательного аппарата, на контур температурного силуэта цели, что снижает вероятность отклонения ракеты на ложные цели в виде тепловых ловушек[39].
- Stinger RMP (Reprogrammable Microprocessor) — ЗУР с перепрограммируемым микропроцессором. Новый процессор обеспечивает возможность «перепрошивки» программного обеспечения и внесения коррективов в хранящиеся в постоянной памяти ракеты количественные параметры обстреливаемых целей, изменения значения граничных параметров, что позволяет своевременно реагировать на применяемые противником технические ухищрения и меры противоракетной защиты летательных аппаратов, активные и пассивные помехи, новые тепловые ловушки, настраивать ПО под особенности конкретного театра военных действий, погодно-климатические факторы и др. Это существенно снизило военные расходы, поскольку до этого в каждой отдельной ситуации, под каждый потенциальный ТВД требовалось создание отдельных модификаций ракеты и соответствующие финансовые затраты. Программно-аппаратный комплекс целиком и полностью разработан и изготовлен General Dynamics[39].

- Stinger RMP Block I — ракета, предназначенная для обстрела маневрирующих воздушных целей. Изменения включают в себя новый датчик частоты оборотов, разработанный совместно «Рэйтеон» и «Ханивелл», более компактная встроенная литиевая батарея для запитки электроцепей ракеты после пуска, разработанная Сандийскими национальными лабораториями корпорации «Сандиа» в середине 1990-х гг., (до того использовалась батарея на основе солей хромовой кислоты), усовершенствованные процессор и постоянное запоминающее устройство. Ограниченная эффективность при стрельбе по целям, летящим на ближней границе зоны поражения, крылатым ракетам и беспилотным летательным аппаратам, низкая эффективность ночных прицельных приспособлений. Разработка началась после войны в Персидском заливе и продолжалась до 1996 года (стрельбовые испытания стартовали в 1993 году), ракеты данной модели будут находиться на вооружении Армии США как минимум до 2020 года.
- Stinger RMP Block II — ракета, предназначенная для обстрела маневрирующих воздушных целей в условиях интенсивных помех, вертолётов оснащённых экранно-выхлопным устройством, а также для поражения крылатых ракет с низкой радиолокационной заметностью и БПЛА. Изменения включают в себя усовершенствованный матричный приёмник ИК-излучения, дополнительное программное обеспечение обработки входящих сигналов, функцию ночного видения. Разработка началась во второй половине 1990-х гг. и была прекращена летом 2000 года. Работы над фокально-плоскостным матричным приёмником ИК-излучения продолжались вне проекта Block II.

УРВВ
- ATAS (Air-to-Air Stinger) — ракета класса «воздух—воздух» малой дальности для вооружения лёгких разведывательных вертолётов, а также винтомоторных, турбовинтовых и турбореактивных самолётов и разведывательно-ударных БПЛА, предназначена для ведения воздушного боя против реактивных самолётов и вертолётов противника. Разрабатывалась совместно с McDonnell Douglas Helicopter Co., отвечавшей за интеграцию ракеты в систему управления вооружением вертолёта[41].
- MLMS (Multi-purpose Lightweight Missile System) — ракета класса «воздух—воздух» малой дальности для вооружения ударных вертолётов, предназначена для ведения воздушного боя против вертолётов противника на дистанциях прямой видимости воздушных целей[41].

УРВП
- ADSM (Air-Defence Suppression Missile) — противозенитная ракета класса «воздух-земля» для вооружения ударных вертолётов, предназначена для обстрела наземных целей системы ПВО противника (станций наведения, радиолокационных станций и постов обнаружения), типа ЗСУ-23-4 и др. Имеет комбинированную головку самонаведения (инфракрасную/радиолокационную), радиолокационный следящий координатор цели ориентируется на излучение радиолокационных средств обстреливаемой цели, на серединном участке траектории вступает в действие приёмник инфракрасного излучения переднего обзора, который препятствует уводу ракеты в сторону от истинной цели на эквивалент (ложные цели). Указанная комбинация ГСН значительно повышает дальность применения ракеты по сравнению с любыми другими модификациями, поскольку РЛГСН обеспечивает обнаружение и захват целей на значительно большем расстоянии, нежели ИКГСН[41].

## Оценки
ПЗРК «Стингер» лёгок и относительно прост в эксплуатации, не требует регламентного обслуживания, пусковая установка имеет относительно небольшой вес. ГСН является «пассивной», она не излучает радиоволны, что затрудняет обнаружение стрелка. Стингер работает по принципу выстрелил и забыл: после захвата цели и выстрела, стрелок может уйти в укрытие.

## Эксплуатанты
- Афганские моджахеды
- Афганистан
- Бангладеш
- Босния и Герцеговина
- Великобритания

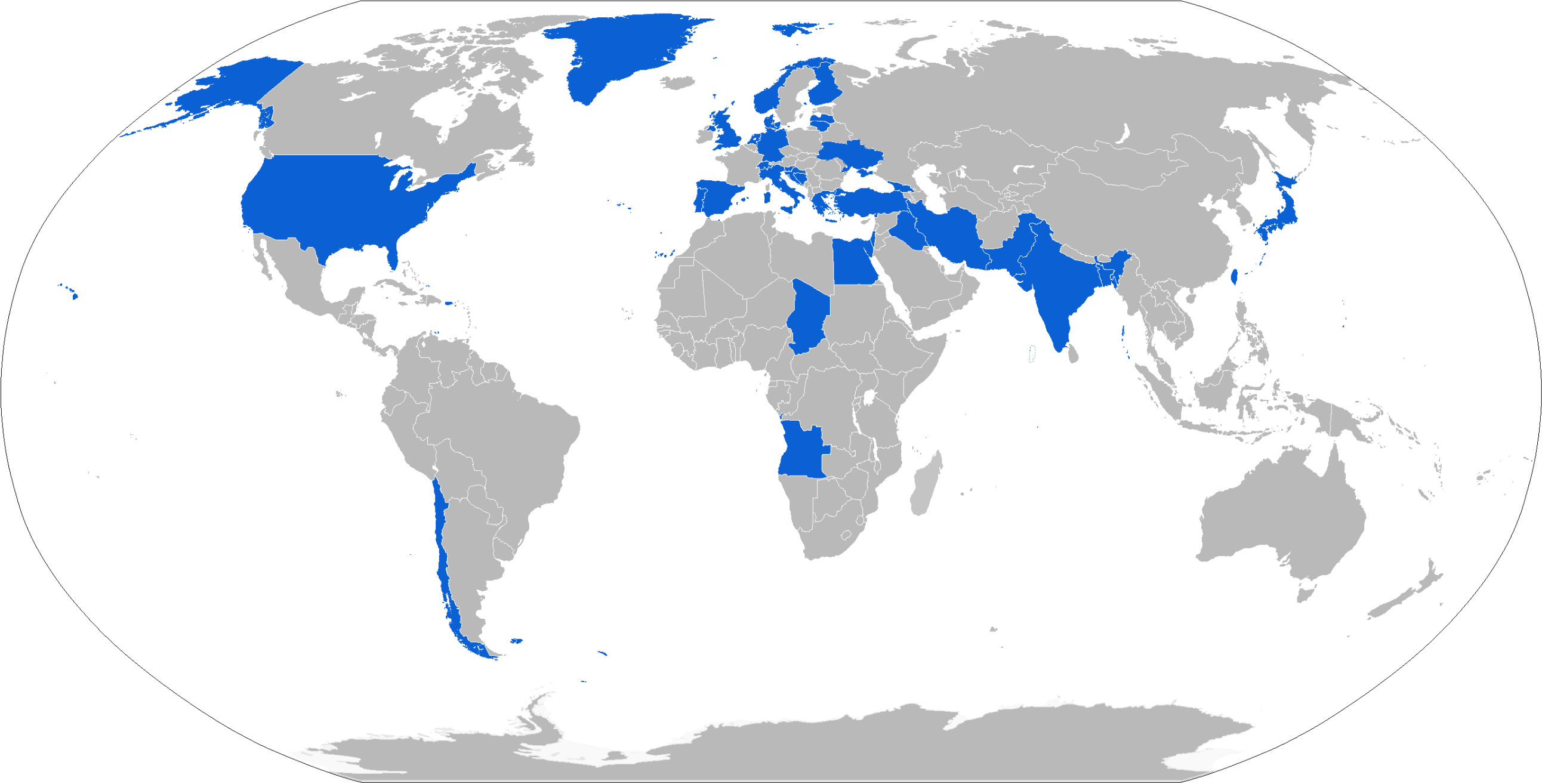
Эксплуатанты

- Германия. «Стингеры» производятся EADS по лицензии[43].
- Греция
- Дания
- Египет
- Израиль
- Ирак
- Иран[44]
- Испания. В 1980-х рассматривалась возможность закупки, но решение было принято в пользу французского Mistral.
- Италия
- Латвия
- Литва
- Нидерланды
- Норвегия
- Пакистан
- Португалия
- Словения
- США
- Китайская Республика. Используется Корпусом морской пехоты Китайской республики.[45]
- Турция. С 1992 года[46] «Стингеры» производятся по лицензии компанией Roketsan[47]
- УНИТА (не используется)
- Хамас. Использовалось ранее.
- РПК (Рабочая Партия Курдистана)[48].
- Хезболла[48].
- Революционная организация 17 ноября[48].
- Украина — не менее 2000 единиц на 2022 год[49][50]
- «Тамильские Тигры» — предположительно[48].
- Хорватия
- Чад
- Чили
- Швеция. Приобретено несколько образцов для оценки, но из-за бюджетных ограничений планы закупок не реализованы. Носил название Robot 96.
- Швейцария. «Стингеры» производятся по лицензии.
- Республика Корея
- Япония. Использовалось ранее, сейчас используется «Тип 91»

## Боевое применение
Ввиду широкого распространения, ракетные комплексы «Стингер» применялись во многих вооружённых конфликтах, а также разовых военных акциях и террористических актах конца XX — начала XXI века: Фолклендской войне, Гражданская война в Анголе, Каргильской и Югославской войнах, а также в Афганистане и войне в Чечне.
Есть сведения о появлении в 2012 году «Стингеров» у боевиков сирийской оппозиции.

### Фолклендская война (1982)
Первыми сбитыми из американских «Стингеров» летательными аппаратами стали два аргентинских — самолёт Pucara и вертолёт Puma:
- 21 мая 1982 года в районе Бомбиллия Хилл британским спецподразделением SAS пусками ПЗРК «Стингер» был сбит самолёт IA-58A Pucara (б/н A-531) ВВС Аргентины, пилот капитан Джордж Бенитез катапультировался и был спасён[55];
- 30 мая 1982 года в ходе боя за гору Кент[англ.] британским спецподразделением SAS пусками ПЗРК «Стингер» был сбит вертолёт SA.330L Puma (б/н AE-508, с/н 1560) Армейской авиации Аргентины, погибло 6 из 14 членов экипажа, включая капрала 1-го класса Марсьяно Верона[56].

### Афганская война (1979—1989)

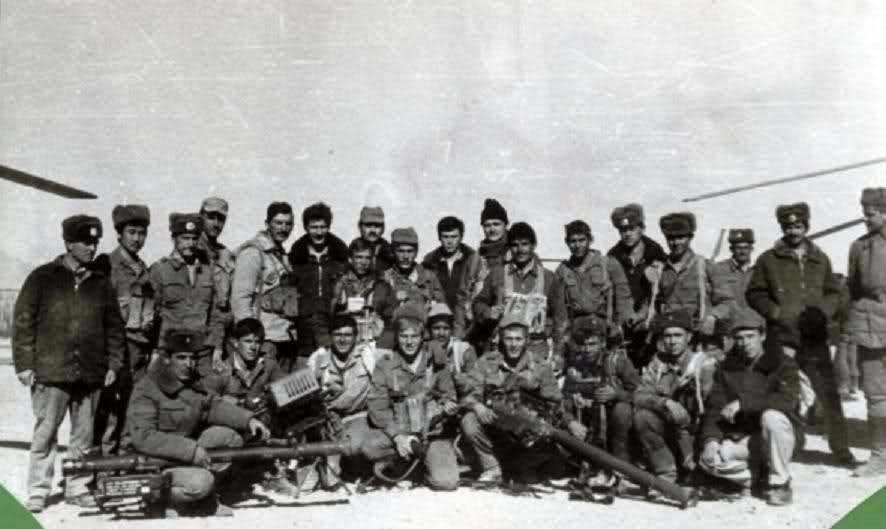
Группа советского спецназа с захваченными «Стингерами». ПЗРК был представлен на пресс-конференции в Кандагаре как неопровержимое доказательство участия США в конфликте на стороне моджахедов

Поставки Соединёнными Штатами ПЗРК «Стингер», снятой с производства базовой модели, афганским моджахедам производились через Пакистан. Была достигнута договорённость о ежемесячных поставках 250 ПУ и 1000 ракет; только за 9 месяцев 1987 года моджахеды получили 900 комплексов. Однако данные советской разведки показывают наличие у моджахедов всего 81 комплекса «Стингер» на конец 1987 года. В итоге всего США поставили им по разным оценкам около 4000 или 2000—2500 ракет и неизвестное количество ПУ.
Первое применение — сентябрь 1986, за один день пятью ракетами сбиты три вертолёта Ми-24Д. Сбитие было заснято на видеокамеру, и этот репортаж в отредактированном виде (без трупов советских лётчиков) отправили президенту США Рональду Рейгану. При этом до конца 1986 г. не было достоверно известно о наличии у моджахедов «Стингеров». Первая полная установка (перед этим в руки советских войск попала лишь пусковая труба) была захвачена случайно, во время рядового поискового вертолётного рейда.
Только в 1986 году по одним данным было сбито 23 советских самолёта и вертолёта (по другим данным лишь 8).
Результатом явилось резкое изменение тактики боевого применения вертолётов советскими войсками. Если до появления ПЗРК вертолёты Ми-8 летали на предельной высоте 6000 м, то с появлением ПЗРК они спустились на предельно малые высоты 30—60 м, прячась в складках местности и между сопками.
Устраивая засады высоко в горах, исламисты-моджахеды атаковали летательные аппараты на высотах, значительно превышающих технически заявленные — так, в 1987 году в Кабульском аэропорту совершил вынужденную посадку Ан-12, подбитый в районе Гардеза на высоте более 9000 м. В 1987 году «Стингеры» начали часто встречаться среди трофеев, захваченных у террористических групп моджахедов. Только лишь за первую половину 1987 года советской армией было захвачено 102 ПЗРК всех типов (число «Стингеров» среди них не уточняется).
Наименьшую эффективность «Стингеры» показали против вертолётов Ми-24, по которым было произведено 563 пуска таких ПЗРК и сбито от 16 до 18 вертолётов. Согласно данным отчёта армии США (1989 год, когда советские войска уже покинули Афганистан), по всем воздушным целям на тот момент было выпущено только 340 ракет ПЗРК «Стингер», в то же время по данным Госдепартамента США подсчёта количества выпущенных ракет ПЗРК «Стингер» в ходе войны не велось и неясно точное количество ракет, которые смогли доехать до моджахедов, не будучи украденными/отобранными.
Применение и оценки со стороны Пакистана 

Если бы моджахеды пораньше получили ракеты Stinger, они наверняка гораздо раньше выиграли бы войну.
— Мохаммед Юсуф, бывший начальник афганского отдела Центра разведки Пакистана
Сама же армия Пакистана тоже пыталась использовать «Стингеры» — против советской и афганской авиации, нарушавшей воздушное пространство. Однако эффективность ПЗРК у пакистанской армии оказалась нулевой: ни один из 28-ми пусков «Стингеров» не попал в цель.
Уничтожение пассажирских самолётов в Афганистане с помощью ПЗРК FIM-92 Stinger
По данным украинского историка Михаила Жирохова, афганские боевики при возможности обстреливали всё, что летает, не делая разницы между военными и гражданскими самолётами. Иногда это приводило к трагедиям, в том числе и из-за ПЗРК Stinger.
11 июня 1987 года афганский пассажирский самолёт Ан-26 авиакомпании Bakhtar Alwatana (р/н YA-BAL, с/н 141-05) совершал рейс Кандагар-Кабул. Во время набора высоты над уездом Шахджа в правый двигатель авиалайнера попала ракета ПЗРК Stinger. Горящий самолёт разбился, трагедия унесла жизни 53 из 55 членов экипажа и пассажиров.
Государственный департамент США возлагает на афганских моджахедов ответственность за уничтожение с помощью ПЗРК «Стингер» трёх пассажирских самолётов в 80-х годах. По общему количеству атак на пассажирскую авиацию, госдеп США, поставил афганских моджахедов на второе место, уступая по количеству терактов лишь ангольской группировке УНИТА.
Дальнейшее применение
После ухода советских войск «Стингеры» продолжали применяться и сбивать самолёты и вертолёты правительственных ВВС Афганистана. Например, в марте 1989 года за несколько дней ими были сбиты истребитель МиГ-21 и вертолёт Ми-24.

### Распространение «Стингеров»
Командование ВВС Ирака заявляло, что уже в 1987 году поставленные в Афганистан ПЗРК Stinger начали «расползаться» по региону, оказавшись в руках тех, кому они изначально не отправлялись.
В ходе расследований инцидентов продажи «Стингеров» Ирану моджахедами выяснилось, что в Иран ракеты отправляла группировка антисоветских моджахедов — «Юнис Халис». Известен случай, когда афганцы передали иранцам половину от недавно полученной партии ракет «Стингер». Ещё в одном случае иранцы перехватили и ограбили конвой с оружием для моджахедов и забрали себе найденные «Стингеры». Уже в самом Иране эти ПЗРК встали как на вооружение иранской армии, так и попали в руки различных бандформирований и наркоторговцев. В сентябре 1987 года «Стингеры» впервые были замечены на иранских военных парадах.
В октябре 1987 года попавшие в Иран «Стингеры» начали применяться против их же «создателей» во время ирано-американского конфликта в Персидском заливе. 9 октября министр обороны США Каспар Уайнбергер заявил, что на задержанных днём ранее иранских катерах были обнаружены части для ПЗРК «Стингер».
После вывода советских войск, афганские моджахеды использовали ракеты «Стингер» для продажи на «чёрном рынке» и совершения различных преступлений.
На территории Пакистана ракеты «Стингер» также отметились во множестве различных инцидентов. Торговцы оружием в пакистанском городе Пешавар открыто объявляли, что выставили на продажу ракетные установки «Стингер» и британские «Блоупайп». В конце 1991 года Пакистан тайно передал Китаю ракеты «Стингер», информация о передаче современного американского оружия вызвала беспокойство в США. В 1993 году на территории Пакистана произошёл международный инцидент с этими ПЗРК, пакистанская полиция обнаружила у афганцев три ракетных установки и изъяла их. В ответ моджахеды похитили двух китайских граждан, и потребовали в качестве выкупа за них возвращение конфискованных ракет «Стингер».
Известно, что афганские моджахеды передали «Стингеры» боевикам ливанской Хезболлы. Такие ПЗРК неизвестными путями появились у боевиков Революционной организации 17 ноября и РПК (Рабочей Партии Курдистана). Предполагалось, что ланкийские бандформирования «Тамильских Тигров» также могли заполучить такие ракеты.
Полное количество «пропавших» ракет FIM-92 Stinger точно подсчитать невозможно. В американских источниках есть информация, что в одной из партий для Афганистана из более чем 900 ракет «не доехало до получателя» примерно 300 «Стингеров».
Известия о распространении «Стингеров» не обошли и наркобарона Пабло Эскобара. Люди Эскобара в США по личному его распоряжению попытались купить 120 таких ракет, однако сделка была пресечена полицией. Эту информацию Госдепартамент США раскрыл в статье — Стингеры для Пабло Эскобара: Ультимативное наркооружие.

### Конфликты в Ираке и Иране
В ходе ирано-иракской войны один самолёт был предположительно уничтожен этим ПЗРК.
- 29 августа 1987 года иракский самолёт Mirage F.1EQ-4 при подлёте к острову Фарси по иракским данным был сбит пуском ПЗРК «Стингер». Пилот капитан Абдул Карим катапультировался и спасён крейсером ВМС США. Иран же заявил, что «Мираж» был сбит с помощью другого оружия[79].

На территории Ирана «Стингеры» попали в руки различных наркоторговцев, и уже самой иранской авиации пришлось с ними сталкиваться. Не меньше двух иранских вертолётов было сбито:
- 15 мая 1989 года в районе Захедана наркоторговцы с помощью ПЗРК Stinger сбили иранский боевой вертолёт AH-1J. При крушении пилот Алиреза Джашидан погиб, оператор был тяжело ранен[81];
- 10 января 1993 года в районе Джирофта наркоторговцы с помощью ПЗРК Stinger сбили иранский военно-транспортный вертолёт Bell-214A[англ.]. Весь экипаж три человека погиб, в том числе пилот — Давуд Шейки Варах[81].

### Война в Афганистане (2001—2021)
В войне 2001 года талибы использовали американские «Стингеры» против войск НАТО. Например, 25 июля 2012 года «Стингером» был подбит американский вертолёт CH-47 «Чинук», совершивший вынужденную посадку.

### Война в Анголе
Использовался формированиями УНИТА во время войны в Анголе.
В 1982 году правительственные силы с участием советских военных специалистов захватили пустой транспортно-пусковой контейнер FIM-92. В 1983 году на «унитовской» базе в провинции Мошику были захвачены несколько боеготовых новейших ПЗРК Stinger POST.
С 1986 по 1989 год США поставило боевикам УНИТА через Южную Африку 210 ПЗРК «Стингер».
- 20 августа 1986 попаданием ракеты «Стингер» сбит ангольский истребитель МиГ-21МФ[92].
- 2 сентября 1986 попаданием одиночной ракеты «Стингер» был поражён ангольский истребитель МиГ-21бис (б/н С311). Кубинскому пилоту старшему лейтенанту Пьедро Полу удалось удачно совершить посадку на повреждённом самолёте в Луэне[93].
- 11 сентября 1986 попаданием одиночной ракеты «Стингер» был поражён ангольский истребитель МиГ-21бис (б/н С315). Попадание оставило лишь трещины на переднем стекле, кубинскому пилоту удалось удачно совершить посадку в Луэне[93].
- 22 февраля 1988 в районе Куито-Куанавале двумя попаданиями ПЗРК «Стингер» был поражён истребитель МиГ-23МЛ ВВС Анголы. Несмотря на повреждения хвостовой части кубинскому пилоту Марсело Пересу удалось удачно совершить посадку на аэродроме Матала[94].
- Летом 1992 года при взлёте с аэродрома Луэна «Стингером» был подбит российский самолёт Ил-76 (с/н 79768) под командованием майора Сергея Мельникова. Лётчикам удалось удачно посадить машину, несмотря на горящий двигатель[95].

В целом «Стингеры» показали намного меньшую эффективность от заявленной. Как указано выше боевые самолёты в большинстве случаев выдерживали попадания такой ракеты.
С другой стороны, «Стингеры» показали высокую результативность против гражданских самолётов, в том числе L-100 «Геркулес» и Beechcraft 200. Американское издательство The New York Times ещё в апреле 1986 года предупредило об опасности для гражданской авиации, когда такое оружие поставляется террористическим организациям. В итоге, боевикам УНИТА удалось сбить 6 самолётов «Геркулес» и 1 «Кинг Эйр 200». Некоторые пилоты сбитых «Геркулесов» оказались американцами.
Список гражданских самолётов сбитых в Анголе с помощью ПЗРК FIM-92 Stinger:
- 16 мая 1981 года в районе провинции Кубанго боевики УНИТА «Стингером» сбили ангольский пассажирский самолёт L-100-20 (а/к Angola Air Charter, р/н D2-EAS). Погибли все 4 члена экипажа;
- 14 октября 1987 года в районе Куито-Куанавале боевики УНИТА «Стингером» сбили швейцарский пассажирский самолёт L-100-30 (а/к Zimex Aviation, р/н HB-ILF). Погиб весь экипаж (4 человека), 2 пассажира и 2 гражданских на земле;
- 5 января 1990 года в районе Менонге боевики УНИТА «Стингером» подбили ангольский пассажирский самолёт L-100-20 (а/к Angola Air Charter, р/н D2-FAG). Подбитый самолёт разбился при посадке, никто не погиб;
- 16 марта 1991 года в 32 км от Маланже боевики УНИТА «Стингером» сбили ангольский пассажирский самолёт L-100-30 (а/к Transafric Airlines, р/н CP-1564)[99], погибло 3 члена экипажа (2 гражданина США и 1 канадец) и 6 пассажиров (филиппинцы)[100];
- 28 января 1995 года ангольский пассажирский самолёт Beechcraft 200 Super King Air (а/к Sociedade de Aviação Ligeira[англ.], р/н D2-ECH, с/н BB-345) во время рейса Луанда — Кафунфо[англ.] был сбит «Стингером», выпущенном боевиками УНИТА. При крушении погибло 2 пассажира[101];
- 26 декабря 1998 года в районе Уамбо боевики УНИТА «Стингером» сбили ангольский пассажирский самолёт L-100-30 (а/к Transafric Airlines, р/н S9-CAO). Погиб весь экипаж (4 человека) и 10 пассажиров;
- 2 января 1999 года в районе Уамбо всего лишь через неделю после предыдущего инцидента боевики УНИТА «Стингером» сбили ангольский пассажирский самолёт L-100-30 ООН (а/к Transafric Airlines, р/н D2-EHD). Погиб весь экипаж (4 человека) и 9 пассажиров.

### Другие конфликты
В октябре 1987 года в Чаде «Стингерами» были сбиты Су-22 и МиГ-23 ВВС Ливии.
3 сентября 1992 года в ходе битвы за Сараево боснийские мусульмане из ПЗРК «Стингер» сбили военно-транспортный самолёт G.222TCM (р/н MM62113, с/н 4017) ВВС Италии, вёзший для боснийских мусульман пять тонн гуманитарной помощи. Весь итальянский экипаж (четыре человека) погиб. Инцидент привёл к тому, что страны НАТО на месяц прекратили поставки гуманитарной помощи.
3 мая 1993 года с третьего пуска «Стингера» был сбит бомбардировщик Су-24М ВВС Узбекистана, оба лётчика катапультировались и были спасены.
Во время войны в Грузии 2008 года попаданием ракеты «Стингера» был повреждён штурмовик Су-25 ВВС России, пилотируемый И. Конюховым. Самолёт вернулся на базу и впоследствии был списан.

### Применение в воздушных боях
В сентябре 2002 года компания General Atomics получила контракт на вооружение БПЛА MQ-1 Predator ракетами Stinger воздушного базирования. В октябре были проведены испытательные перехваты дронами MQ-1 самолётов Cessna, было выпущено 4 ракеты, 2 попали в цели. В ноябре вооружённые ракетами «воздух-воздух» БПЛА «Предатор» были отправлены в Ирак, защищать т. н. «бесполётную зону».
- 23 декабря 2002 года MQ-1 Predator в «бесполётной зоне» вступил в воздушный бой с иракским перехватчиком МиГ-25ПД[107]. Американский «дрон» выпустил 2 ракеты «Стингер», но не попал в цель, с другой стороны ракета «МиГа» попала в цель и уничтожила MQ-1[108].

### Гражданская война в Сирии
В 2019 году Турция заявила, что США могли передать курдским вооружённым формированиям на территории Сирии ПЗРК Stinger.
В феврале 2020 года произошли первые подтверждённые случаи использования таких ПЗРК в ходе сирийской войны. «Стингеры» имелись у подразделений армии Турции, вторгнувшейся на территорию Сирии в провинции Идлиб. Пуски ПЗРК Stinger производились с опорных постов турецкой армии по российским самолётам Су-24, в цель ни одна ракета не попала.

### Вторжение России в Украину
Накануне полномасштабного вторжения России на Украину, некоторые страны (в частности Литва, Латвия, Германия, Дания, Нидерланды, Италия и США) объявили о начале поставок ПЗРК Stinger вооружённым силам Украины.
К 7 марта США сообщили, что вместе со своими союзниками по НАТО отправили на Украину более 2000 ПЗРК Stinger.
В конце июня эксперты отмечали, что ПЗРК Stinger сыграли важную роль в остановке наступления российских войск, зафиксировано уничтожение с их помощью вертолета Ми-24 и как минимум одного самолета Су-34, а также нескольких российских БПЛА. Кроме того, зафиксировано большое количество уничтоженных российских ударных вертолетов Ка-52.

## Тактико-технические характеристики

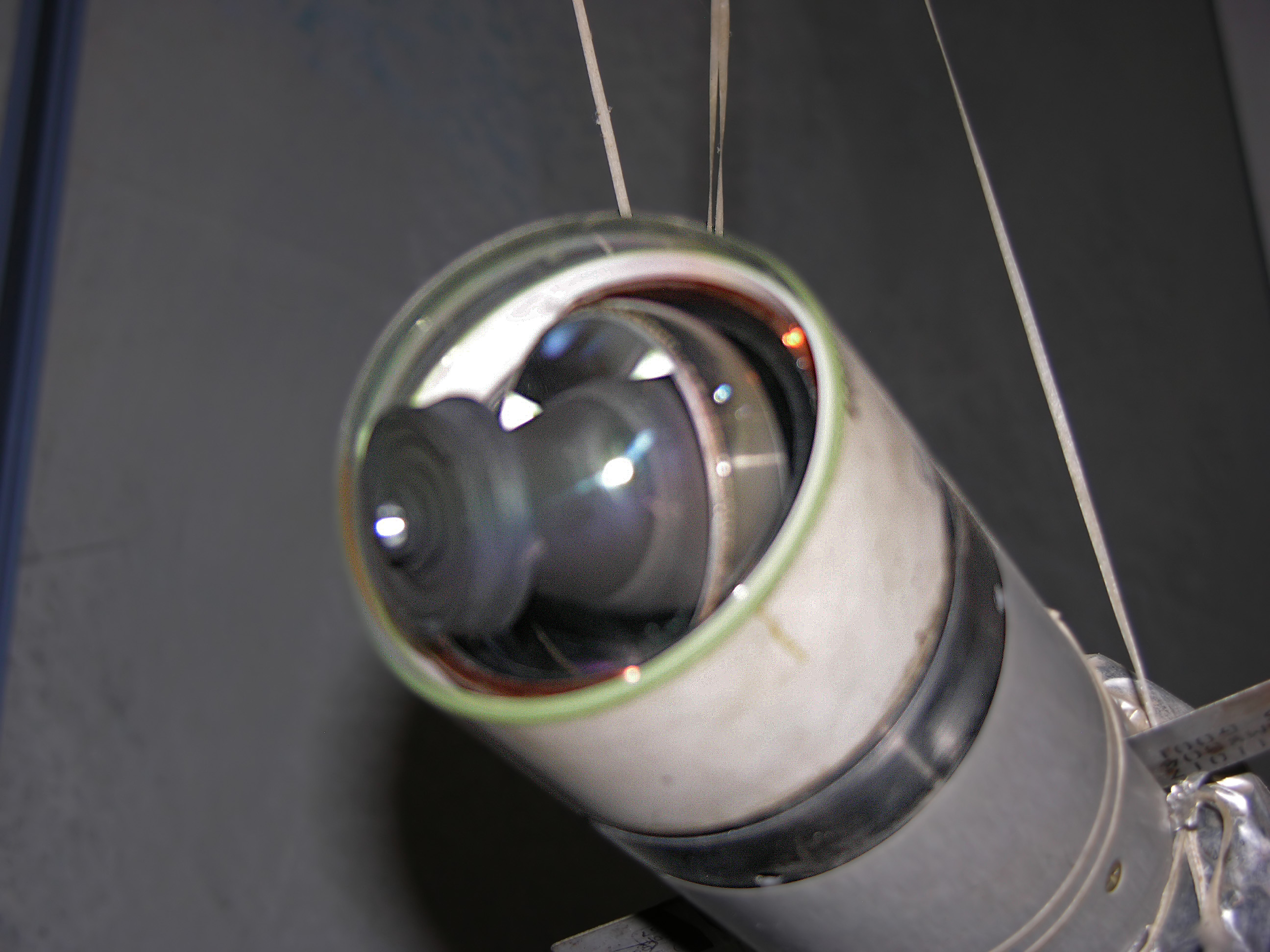
Головка самонаведения ракеты: Под прозрачным колпаком виден следящий координатор цели на гиростабилизированной платформе

- Система наведения: оптическое самонаведение
- Тип головки самонаведения: пассивная двух спектральная инфракрасная/ультрафиолетовая
- Длина (ракеты): 1,52 м
- Диаметр (ракеты): 0,07 м
- Стартовая масса: 10,1 кг
- Масса ПУ: 5,6 кг
- Дальность стрельбы: 200-4500 м
- Максимальная высота цели: 3800 м
- Макс. скорость: 750 м/с (M=2,2)[123]
- Вес боевой части: 3 кг
- Тип боевой части: осколочная
- Типы ПУ: ПЗРК, M6 Linebacker, AN/TWQ-1 Avenger, MQ-1 Predator, AH-64 Apache, LeFlaSys/ASRAD

## Сравнительная характеристика
Для лучшего понимания сильных и слабых сторон «Стингера» исходной модификации и аналогичных качеств конкурирующих образцов ниже приводится сравнительная характеристика образцов зенитного управляемого ракетного оружия, представленных на рассмотрение жюри конкурса на замену переносных зенитных ракетных комплексов «Редай» в Вооружённых силах США:
| Сравнительная характеристика переносных зенитных ракетных комплексов 1970-х годов | Сравнительная характеристика переносных зенитных ракетных комплексов 1970-х годов | Сравнительная характеристика переносных зенитных ракетных комплексов 1970-х годов | Сравнительная характеристика переносных зенитных ракетных комплексов 1970-х годов | Сравнительная характеристика переносных зенитных ракетных комплексов 1970-х годов | Сравнительная характеристика переносных зенитных ракетных комплексов 1970-х годов | Сравнительная характеристика переносных зенитных ракетных комплексов 1970-х годов |
| Характеристика | «Стрела-2»                                                                        | «Stinger»                                                                         | «Stinger Alternate»                                                               | «Rayrider»                                                                        | «Blowpipe»                                                                        | «Blowpipe»                                                                        |
| --- | --------------------------------------------------------------------------------- | --------------------------------------------------------------------------------- | --------------------------------------------------------------------------------- | --------------------------------------------------------------------------------- | --------------------------------------------------------------------------------- | --------------------------------------------------------------------------------- |
| Разработчик | КБМ                                                                               | General Dynamics                                                                  | Ford                                                                              | Bofors                                                                            | Northrop                                                                          | Short Brothers                                                                    |
| Принятие на вооружение в стране производства | Да                                                                                | Да                                                                                | Нет                                                                               | Да                                                                                | Нет                                                                               | Да                                                                                |
| Аэродинамическая схема ракеты | «утка» с прямоугольным оперением                                                  | «утка» с прямоугольным оперением                                                  | нормальная схема с трапециевидным оперением                                       | нормальная схема со стреловидным оперением                                        | «утка» с треугольным оперением                                                    | «утка» с треугольным оперением                                                    |
| Режим управления полётом ракеты | автоматический                                                                    | автоматический                                                                    | полуавтоматический                                                                | полуавтоматический                                                                | полуавтоматический                                                                | ручной                                                                            |
| Система управления ракетой с земли | не предусмотрена                                                                  | не предусмотрена                                                                  | наведение по лучу                                                                 | наведение по лучу                                                                 | наведение по лучу                                                                 | радиокомандная                                                                    |
| Устройство наведения ракеты на цель | головка самонаведения                                                             | головка самонаведения                                                             | станция лазерной подсветки                                                        | станция лазерной подсветки                                                        | станция лазерной подсветки                                                        | станция передачи команд                                                           |
| Устройство наведения ракеты на цель | пассивная инфракрасная                                                            | пассивная инфракрасная/ультрафиолетовая                                           | полуактивная лазерная                                                             | полуактивная лазерная                                                             | полуактивная лазерная                                                             | оптико-электронная                                                                |
| Устройство наведения ракеты на цель | конического сканирования передней полусферы                                       |                                                                                   | полуактивная лазерная                                                             | полуактивная лазерная                                                             | полуактивная лазерная                                                             | оптико-электронная                                                                |
| Неконтактный датчик цели | не предусмотрен                                                                   | радиолокационный                                                                  | лазерный                                                                          | лазерный                                                                          | комбинированный                                                                   | комбинированный                                                                   |
| Удержание цели по центру прицела в процессе прицеливания | требуется                                                                         | требуется                                                                         | желательно                                                                        | желательно                                                                        | не требуется                                                                      | не требуется                                                                      |
| Осуществление пуска по цели без точного прицеливания | недопустимо ни при каких обстоятельствах                                          | недопустимо ни при каких обстоятельствах                                          | не желательно                                                                     | не желательно                                                                     | допустимо при отсутствии времени на прицеливание                                  | допустимо при отсутствии времени на прицеливание                                  |
| Подсветка цели оператором | не предусмотрена                                                                  | не предусмотрена                                                                  | лазерная                                                                          | лазерная                                                                          | лазерная                                                                          | не предусмотрена                                                                  |
| Подсветка цели оператором | не предусмотрена                                                                  | не предусмотрена                                                                  | низкоимпульсная                                                                   | частотно-модулированная                                                           | непрерывная                                                                       | не предусмотрена                                                                  |
| Сопровождение ракеты оператором | не предусмотрено                                                                  | не предусмотрено                                                                  | по линии визирования цели                                                         | по линии визирования цели                                                         | по линии визирования цели                                                         | по линии визирования цели                                                         |
| Метод наведения ракеты | двухточечный                                                                      | двухточечный                                                                      | трёхточечный                                                                      | трёхточечный                                                                      | трёхточечный                                                                      | трёхточечный                                                                      |
| Метод наведения ракеты | метод пропорционального сближения                                                 | метод пропорционального сближения                                                 | метод автоматического совмещения                                                  | метод автоматического совмещения                                                  | метод автоматического совмещения                                                  | метод ручного совмещения                                                          |
| Метод наведения ракеты | с переменным запрограммированным углом упреждения                                 | с переменным автоматически рассчитываемым углом упреждения                        | с нулевым углом упреждения                                                        | с нулевым углом упреждения                                                        | с нулевым углом упреждения                                                        | с произвольным регулируемым углом упреждения                                      |
| Помехозащищённость | относительная                                                                     | относительная                                                                     | близкая к абсолютной                                                              | близкая к абсолютной                                                              | близкая к абсолютной                                                              | близкая к абсолютной                                                              |
| Помехоустойчивость | низкая                                                                            | относительная                                                                     | высокая                                                                           | высокая                                                                           | высокая                                                                           | близкая к абсолютной                                                              |
| Угрожающие факторы помеховой обстановки | уязвимость для тепловых ловушек, небесным светилам                                | уязвимость для тепловых ловушек, небесным светилам                                | уязвимость для средств оптико-электронного подавления                             | уязвимость для средств оптико-электронного подавления                             | уязвимость для средств оптико-электронного подавления                             | безразличие к помехам                                                             |
| Бортовые средства оповещения об угрозе ракетного обстрела воздушной цели | станция предупреждения о радиолокационном облучении                               | станция предупреждения о радиолокационном облучении                               | станция предупреждения о лазерном облучении                                       | станция предупреждения о лазерном облучении                                       | станция предупреждения о лазерном облучении                                       | не существуют                                                                     |
| Эффективность при стрельбе навстречу | ниже, чем вдогон                                                                  | ниже, чем вдогон                                                                  | одинаково высокая                                                                 | одинаково высокая                                                                 | одинаково высокая                                                                 | более высокая, чем вдогон                                                         |
| Эффективность применения в условиях облачности | ниже, чем при безоблачной погоде                                                  | ниже, чем при безоблачной погоде                                                  | относительная                                                                     | относительная                                                                     | одинаково высокая                                                                 | одинаково высокая                                                                 |
| Эффективность применения в условиях тумана | практически бесполезен                                                            | практически бесполезен                                                            | практически бесполезен                                                            | практически бесполезен                                                            | практически бесполезен                                                            | практически бесполезен                                                            |
| Эффективность применения в условиях задымления или запыления огневой позиции | одинаково высокая                                                                 | одинаково высокая                                                                 | ниже, чем при отсутствии указанных факторов, ограничивающих видимость цели        | ниже, чем при отсутствии указанных факторов, ограничивающих видимость цели        | ниже, чем при отсутствии указанных факторов, ограничивающих видимость цели        | ниже, чем при отсутствии указанных факторов, ограничивающих видимость цели        |
| Эффективность применения в тёмное время суток | с ТПВ более эффективен, чем в светлое время суток                                 | с ТПВ более эффективен, чем в светлое время суток                                 | без ночной оптики практически бесполезен                                          | без ночной оптики практически бесполезен                                          | без ночной оптики практически бесполезен                                          | без ночной оптики практически бесполезен                                          |
| Эффективность применения по целям, оставляющим низкоконтрастный тепловой след (аэростаты, планеры, дельтапланы и др.) | ниже, чем по целям, с выраженным тепловым контрастом                              | ниже, чем по целям, с выраженным тепловым контрастом                              | одинаково высокая                                                                 | одинаково высокая                                                                 | одинаково высокая                                                                 | одинаково высокая                                                                 |
| Возможность повторного обстрела цели или смены позиции | сразу после пуска                                                                 | сразу после пуска                                                                 | после попадания или промаха                                                       | после попадания или промаха                                                       | после попадания или промаха                                                       | после попадания или промаха                                                       |
| Возможность обстрела наземных или надводных целей | отсутствует                                                                       | имеется у поздних моделей                                                         | имеется                                                                           | ограничена                                                                        | ограничена                                                                        | имеется                                                                           |
| Категория мобильности | носимый                                                                           | носимый                                                                           | носимый                                                                           | возимый                                                                           | ограниченно носимый                                                               | ограниченно носимый                                                               |
| Простота в эксплуатации | примитивен, выстрелил и выбросил                                                  | примитивен, выстрелил и выбросил                                                  | требует специальной подготовки                                                    | требует специальной подготовки                                                    | требует специальной подготовки                                                    | требует особых навыков                                                            |
| Источники информации - Air Defense Systems and Weapons: World AAA and SAM Systems in the 1990s. / Compiled by Christopher Chant. — 1st ed. — London: Brassey’s Defence Publishers, 1989. — P. 25-27, 30-32, 65-69, 129-132 — 407 p. — ISBN 0-08-036246-X. - An Illustrated Guide to Modern Airborne Missiles. / Compiled by Bill Gunston. — N.Y.: Arco Publishing, 1983. — P. 37, 48, 50, 66, 154 — 159 p. — ISBN 0-668-05822-6. - Jane’s Infantry Weapons 1975. / Edited by F. W. A. Hobart. — 1st ed. — London: Macdonald and Jane’s, 1974. — P. 755, 778-779, 788, 805-806 — 860 p. — ISBN 0-531-02748-1. - Jane’s Weapon Systems 1979-80. / Edited by Ronald T. Pretty. — 10th ed. — Coulsdon, Surrey: Jane’s Information Group, 1979. — P. 87-89, 807 — 1056 p. — ISBN 0-531-03299-X. - Jane’s Weapon Systems 1986-87. / Edited by Ronald T. Pretty. — 17th ed. — London: Jane’s Publishing Company, 1986. — P. 137-142 — 1127 p. — ISBN 0-7106-0832-2. - Jane’s Weapon Systems 1987-88. / Edited by Bernard Blake. — 18th ed. — London: Jane’s Publishing Company, 1987. — P. 208-212 — 1100 p. — ISBN 0-7106-0845-4. - Jane’s Land Based Air Defence 1992-93. / Edited by Tony Cullen and Christopher F. Foss. — 5th ed. — Coulsdon, Surrey: Jane’s Information Group, 1992. — P. 35-43, 50-56 — 325 p. — ISBN 0-7106-0979-5. - Jane’s Electro-Optic Systems 2004-2005. / Edited by Michael J. Gething. — 10th ed. — Coulsdon, Surrey: Jane’s Information Group, 2004. — P. 21, 128-135, 138-139 — 727 p. — ISBN 0-7106-2620-7. - Man-Portable Air Defense Systems (A Comparison by Rhoi M. Maney) // Air Defense Magazine. — Fort Bliss, Texas: U.S. Army Air Defense School, October-December 1977. — P. 19-23. |                                                                                   |                                                                                   |                                                                                   |                                                                                   |                                                                                   |                                                                                   |